# Province de Satipo
La province de Satipo (en espagnol : Provincia de Satipo) est l'une des huit  provinces de la région de Junín, dans le centre du Pérou. Son chef-lieu est la ville de Satipo.

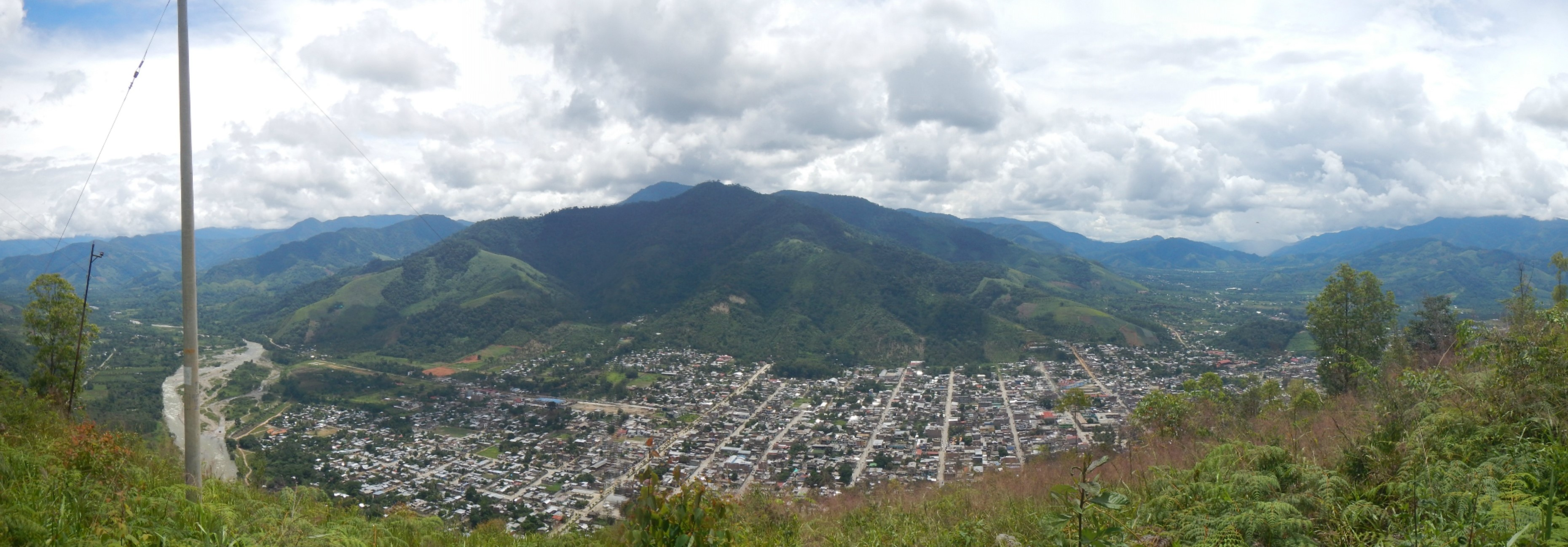
Vue aérienne de la ville de Satipo

## Géographie
La province couvre une superficie de 19 219,48 km2. Elle est limitée au nord par la province d'Oxapampa (région de Pasco), à l'est par la province d'Atalaya (région d'Ucayali) et la province de La Convención (région de Cuzco), au sud par la province de Huanta (région d'Ayacucho), et à l'ouest par les provinces de Chanchamayo, Jauja, Concepción et Huancayo, et la province de Tayacaja (région de Huancavelica).

## Histoire
Le territoire de la province fut d'abord peuplé par les Ashaninka, puis des colons venus d'autres régions du Pérou s'y installèrent. Le 18 septembre 1940, la Loi 9171 promulguée par la président Manuel Prado Ugarteche créa le district de Satipo, comme partie de la province de Jauja. Le 26 mars 1965, par la Loi 15481, le gouvernement du président Fernando Belaúnde Terry éleva le district au niveau de province.

## Population
La population de la province s'élevait à 193 872 habitants en 2007.

## Subdivisions
La province de Satipo est divisée en neuf districts :
- Coviriali
- Llaylla
- Mazamari
- Pampa Hermosa
- Pangoa
- Río Negro
- Río Tambo
- Satipo

## Économie
La province a une activité agricole de plantations : cacao, café, banane, papaye, orange.